# Antíoc IV
|  | Per a altres significats, vegeu «Antíoc IV de Commagena». |

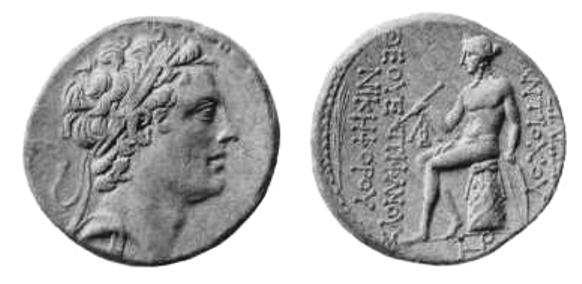
Moneda d'Antíoc IV. Al revers es mostra Apol·lo assegut. La inscripció grega diu ΑΝΤΙΟΧΟΥ ΘΕΟΥ ΕΠΙΦΑΝΟΥ ΝΙΚΗΦΟΡΟΥ ("Antíoc, imatge de déu, portador de la victòria").

Antíoc IV Epífanes, en llatí Antiochus Epiphanes, en grec Αντίοχος Επιφανής, és a dir, l'Il·lustre (circa 215 aC-163 aC) fou emperador de l'Imperi Selèucida del 174 aC al 163 aC). El seu nom original era Mitridates, però va agafar el nom d'Antíoc en pujar al tron. Era fill d'Antíoc III el Gran i germà de Seleuc IV Filopàtor.
Des del 188 aC va ser ostatge a Roma segons els acords del Tractat d'Apamea, i justament el 175 aC va ser bescanviat pel fill de Seleuc IV, Demetri que va ocupar el seu lloc. Seleuc IV va ser assassinat aquell any pel seu ministre Heliodor, que es va proclamar rei. Quan Antíoc va arribar li va ser fàcil amb ajut d'Àtal I de Pèrgam es va imposar al ministre Heliodor i es va proclamar rei en lloc de l'absent Demetri.
Cleòpatra, la germana d'Antíoc, s'havia casat amb Ptolemeu V Epífanes i havia mort, i Antíoc va reclamar les províncies de Celesíria i Palestina que li havia donat com a dot. Els romans, en aquella època feien la guerra a Perseu de Macedònia, i Antíoc va veure una bona oportunitat per atacar Egipte. En quatre campanyes, (171 aC-168 aC), va recuperar les províncies que reclamava i va ocupar totalment Egipte, amb excepció d'Alexandria. Va empresonar al rei, Ptolemeu VI Filomètor, però per no alarmar els romans el va alliberar deixant-lo com a rei vassall. Mentrestant, a Alexandria havien proclamat rei un germà del rei egipci, de nom Ptolemeu VIII Evergetes II i quan Antíoc es va retirar els dos germans van acordar regnar junts.
A la seva tornada a Síria va passar per Jerusalem el 169 aC, on havia crescut el descontentament perquè el rei havia imposat la religió grega i l'uniformisme après dels seus anys d'ostatge a Roma, religió que havia estat assumida pels dos darrers grans pontífexs jueus, Menelau i el seu germà petit Jàson (el germà gran Onies IV havia estat exiliat a Egipte el 177 aC). Antíoc va saquejar el temple de Jerusalem, i va assassinar molts jueus i d'altres van ser venuts com esclaus; llavors va crear una ciutadella a Jerusalem on va establir una guarnició encarregada de vigilar el país. El 168 aC Antíoc va tornar a envair Egipte ocupant el país menys Alexandria, mentre la seva flota ocupava Xipre. Prop d'Alexandria Antíoc es va trobar amb el cònsol Gai Popil·li Lenat, que en nom de Roma el va convidar a sortir del país i de Xipre i el va amenaçar amb la guerra. Antíoc, doncs, va haver de retirar-se.
No va passar massa temps del saqueig del temple de Jerusalem quan un fanàtic religiós de nom Mataties Asmoneu de Modin (descendent de Jashmonai) va organitzar una partida d'homes (potser un miler, entre ells cinc fills de Mataties: Joan o Gadis, Simó o Tasi, Judes o Macabeu, Eleazar o Anaran i Jonatan o Afo) per fer la guerra de guerrilla contra els selèucides a la regió al nord-est de Jerusalem. Mataties va morir el 167 aC i el va succeir el seu fill Judes Macabeu, quan ja s'havien aplegat uns sis mil homes, que van derrotar repetidament els selèucides.
El 166 aC Antíoc IV va atacar el rei Artaxes I d'Armènia i el va derrotar, però només li va poder imposar una contribució de guerra. També es va reunir un exèrcit de quaranta mil homes i set mil genets per dominar la rebel·lió dels jueus, sota la direcció de tres generals: Ptolemeu, Nicànor i Gòrgies, però aquest exèrcit va ser derrotat en un atac sorpresa quan estava acampat prop d'Emaús a l'oest de Jerusalem. Es va enviar un nou exèrcit encara més gran (seixanta mil homes i cinc mil genets) l'any següent (165 aC) i també en va sortir derrotat quan acampaven prop de Bet Zur, la capital dels asmoneus, però després els macabeus van patir una derrota considerable a Jamnia.
Antíoc IV va morir el 163 aC i el va succeir el seu fill infant Antíoc V Eupàtor (el Ben Nascut) sota regència del general Lísies. Bagasis i Ptolemeu de Commagena es van fer independents.